# 고발칸 제어
고발칸 제어(영어: Paleo-Balkan languages)는 고대 발칸반도와 주변 지역에서 쓰였던 인도유럽어족의 사어들이다.
고대 그리스어나, 기록이 어느 정도 남아 있는 메사피아어와 프리기아어를 빼면 고발칸 제어는 거의 기록이 남아 있지 않아 연구가 어렵다. 언어학자들은 고발칸 제어 각각이 인도유럽어족에 속한다고 생각하지만, 그 내적 관계에 대해서는 논란이 많다.
발칸반도가 그리스화, 로마화, 슬라브화를 겪음에 따라, 오늘날까지 살아남은 고발칸 제어의 후손은 현대 그리스어와 알바니아어뿐이다. 알바니아어는 일리리아어, 다키아어, 트라키아어 또는 그와 관련된 언어의 후손으로 생각된다.

## 분류
- 인도유럽조어
  - 고발칸 언어 지역[4]
    - 미분류
      - 일리리아어군(고유명사학적 지역)[5]
        - 일리리아어(남동부 달마티아어)[5]
        - 중부 달마티아어[5]
        - 리부르니어[5]

      - 메사피아어[6]
      - (?) 다키아·트라키아어파[7]
        - 트라키아어
        - (?) 다키아모에시아어파[8][9]
          - 다키아어, 모에시아어, 게타이어[10]

      - 미시아어
      - 파이오니아어
      - 알바니아조어[11][12][13][14](일리리아어군 또는 다키아트라키아어군의 일부이거나, 다른 미분류된 고발칸 제어 중 하나의 후손이라고 주장됨)[15]

    - (?) 그리스프리기아어파[16]
      - 그리스어파[17]
        - (?) 고대 마케도니아어[18][19][20]
        - 그리스조어
          - 고대 그리스어[4]

      - (?) 프리기아어

### 하위 분류에 대한 가설
일리리아어군은 인도유럽어족으로 여겨지는 언어 집단이지만, 다른 인도유럽어족 언어나, (일리리아어군에서 분화된 것일 수도 있는) 다른 고대 발칸 언어들과의 관계는 자료 부족으로 알기가 어렵다. 일리리아어군 언어들은 종종 켄툼어로 취급되지만 사템화의 단서도 보이기 때문에 확실한 것은 아니다. 오늘날 남아 있는 일리리아어에 관한 정보의 출처는 고전 문헌에 언급된 일리리아어 단어 몇 개와 여러 인명, 민족명, 지명, 수명(水名) 등이다.
일리리아어와 메사피아어를 하나로 묶는 가설이 거의 백 년 전에 제기되었지만 증명되지 않은 채로 남아 있다. 이 가설은 고전 문헌과 고고학 및 고유명사학적 증거에 바탕을 두고 있다. 메사피아인의 물질문화는 일리리아인의 물질문화와 몇 가지 유사한 점이 있다. 어떤 메사피아어 인명들은 그에 가깝게 대응하는 일리리아어 인명이 있다.
이탈리아 동북부에서 쓰였던 베네티어와 리부르니아에서 쓰였던 리부르니어를 일리리아어와 묶는 가설도 제안된 바 있다. 현재 학계는 일리리아어가 베네티어나 리부르니어와 상당히 달랐다는 데 의견이 일치하지만 언어학적으로 가까운 관계였다는 가설은 아직 기각되지 않았으며 여전히 연구되고 있다.
또다른 가설에 따르면 일리리아어는 다키아어 및 트라키아어와 함께 트라키아일리리아어파를 이루며, 그와 대립하는 가설은 일리리아어를 다키아트라키아어파에서 배제하고 대신 미시아어를 포함시킨다. 트라키아어의 분류 자체도 논란과 불확실성이 큰 문제이다.
파이오니아어의 위치도 분명하지 않다. 파이오니아어 연구로 밝혀진 것은 많지 않으며, 어떤 언어학자들은 일리리아어나 트라키아어 지역과 구분되는 파이오니아어 지역을 인정하지 않는다. 한편 프리기아어는 그리스어와 가까운 친척이었을 가능성이 가장 유력해 보인다.
고대 마케도니아어의 분류와 그리스어와의 관계도 연구가 계속되고 있다. 고대 마케도니아어는 도리스 그리스어의 한 변이형이었을 가능성도 있지만, 두 언어가 지역적 언어동조대를 통해서만 서로 연관되어 있을 가능성도 있다.

### 알바니아어
오늘날 언어학자들은 알바니아어가 그리스어가 아닌 발칸 지역의 고대 인도유럽어 중 하나에서 나왔다고 생각한다. 언어학적인 근거뿐 아니라 역사적·지리적 근거를 고려할 때 알바니아어가 고전 고대에 현재의 알바니아와 거의 같은 지역(일리리아)에서 쓰인 일리리아어의 후손이라는 견해가 널리 퍼져 있다. 다른 가설에 따르면 알바니아어는 일리리아어보다 먼 동쪽에서 쓰였던 트라키아어나 다키아모에시아어파의 후손이라고 한다. 이 언어들에 관해 알려진 사실은 이러한 가설들을 증명하기에도 반박하기에도 부족한 실정이다.

## 같이 보기
- 발칸 언어 지역
- 그리스아르메니아어파
- 알바니아조어

### 참고 문헌
- Blažek, Václav (2005). 〈Paleo-Balkanian Languages I: Hellenic Languages〉 (PDF). 《Sborník prací Filozofické fakulty brněnské univerzity》. Brno: Masarykova univerzita. 15–33쪽. ISBN 80-210-3784-9.
- Brixhe, Claude (2017). 〈Macedonian〉.   Klein, Jared; Joseph, Brian; Fritz, Matthias. 《Handbook of Comparative and Historical Indo-European Linguistics》 (영어) 3. Walter de Gruyter. ISBN 978-3-11-054243-1.
- Crossland, R.A.; Boardman, John (1982). 《"Linguistic problems of the Balkan area in the late prehistoric and early Classical period" in The Cambridge Ancient History Volume 3, Part 1》. Cambridge University Press. ISBN 978-0-521-22496-3.
- De Simone, Carlo (2017). 〈Illyrian〉.   Klein, Jared; Joseph, Brian; Fritz, Matthias. 《Handbook of Comparative and Historical Indo-European Linguistics》 (영어) 3. Walter de Gruyter. ISBN 978-3-11-054243-1.
- Fortson IV, Benjamin W. (2011). 《Indo-European Language and Culture: An Introduction》 2판. Blackwell Publishing. ISBN 978-1-4443-5968-8.
- Hamp, Eric P. (1963). 〈The Position of Albanian, Ancient IE dialects〉.   Henrik Birnbaum; Jaan Puhvel. 《Proceedings of the Conference on IE linguistics held at the University of California, Los Angeles, April 25–27, 1963》.
- Harmatta, János (1967). “Zum Illyrischen”. 《Acta Antiqua Academiae Scientiarum Hungaricae》 15: 231–234.
- Katicic, Radoslav (2012). 《Ancient Languages of the Balkans》. Walter de Gruyter. ISBN 978-3111568874.
- Krahe, Hans (1929). 《Lexikon altillyrischen Personennamen》. Heidelberg.
- Krahe, Hans (1950). “Das Venetische: seine Stellung im Kreise der verwandten Sprachen”. 《Sitzungsberichte der Heidelberger Akademie der Wissenschaften, Philosophisch-Historische Klasse》 3: 1–37.
- Mallory, J. P.; Adams, Douglas Q. (1997). 《Encyclopedia of Indo-European culture》. Taylor & Francis. ISBN 978-1-884964-98-5.
- Matzinger, Joachim (2015). “Messapico e illirico”. 《Idomeneo》 (University of Salento) 19: 57–66. doi:10.1285/i20380313v19p57. ISSN 2038-0313.
- Matzinger, Joachim (2017). 〈The Lexicon of Albanian〉.   Klein, Jared; Joseph, Brian; Fritz, Matthias. 《Handbook of Comparative and Historical Indo-European Linguistics》 (영어) 3. Walter de Gruyter. ISBN 978-3-11-054243-1.
- Polomé, Edgar Charles (1982). 〈Balkan Languages (Illyrian, Thracian and Daco-Moesian)〉. 《Cambridge Ancient History》. III.1. 866–888쪽.
- Rusakov, Alexander (2017). 〈Albanian〉.   Kapović, Mate; Giacalone Ramat, Anna; Ramat, Paolo. 《The Indo-European Languages》. Routledge. 552–602쪽. ISBN 9781317391531.
- Tovar, Antonio (1977). 《Krahes alteuropäische Hydronymie und die westindogermanischen Sprache》. Winter. ISBN 3-533-02586-1.
- Villar, Francisco (1996). 《Los indoeuropeos y los orígenes de Europa》 (스페인어). Madrid: Gredos. 316쪽. ISBN 84-249-1787-1.
- Wilkes, J. J. (1995), 《The Illyrians》, Oxford, United Kingdom: Blackwell Publishing, ISBN 0-631-19807-5